# 戏台
《戏台》（英語：The Stage）是2025年中国大陆上映的历史喜剧片，改编自同名话剧，导演和编剧是陈佩斯，主演陈佩斯、黄渤、姜武、尹正。

## 剧情
《戏台》讲述中华民国时期，五庆班携名角金啸天要演出《霸王别姬》，却遭到意外，戏班班主、送包子的伙计、来视察的大帅、名角金啸天、戏院经理、花旦、出逃的六姨太、恶霸刘八爷等人在戏台不期而遇的故事。

## 演员
- 陈佩斯 饰演 侯喜亭，戏班班主
- 黄渤 饰演 大嗓儿，送包子的伙计
- 姜武 饰演 洪大帅
- 尹正 饰演 京剧名角“金啸天”
- 杨皓宇 饰演 德祥戏院吳經理
- 余少群 饰演 京剧名角“凤小桐”
- 陈大愚 饰演 徐明礼，教化处处长
- 徐卓儿 饰演 思玥，洪大帅六姨太